# Lijst van rivieren in Congo-Kinshasa

Kaart van Congo-Kinshasa.

Dit is een lijst van rivieren in de Democratische Republiek Congo. De rivieren in deze lijst zijn geordend naar drainagebekken en de opeenvolgende zijrivieren zijn ingesprongen weergegeven onder de naam van elke hoofdrivier.

## Atlantische Oceaan
- Chiloango
- Kongo (rivier)
  - M'pozo
  - Inkisi (Zadi)
  - Ndjili
    - Lukaya

  - Lukunga
  - Kasai (Kwa)
    - Fimi
      - Lukenie
      - Lokoro
      - Lotoi

    - Kwango
      - Kwilu
        - Inzia
        - Kwenge
        - Lutshima

      - Wamba
        - Bakali

    - Kamtsha
    - Luele
    - Lubue
    - Loange
      - Lushiko

    - Sankuru
      - Lubudi
      - Lubefu
      - Lubi
        - Fwa

      - Mbuji-Mayi (Bushimaie)
      - Luilu
      - Lubilash
      - Luenbe

    - Lutshuadi
    - Lulua
      - Loebo

    - Lovua
    - Chicapa
    - Luachimo
    - Chiumbe
      - Luia

    - Lueta (Kaongeshi)

  - Ubangi
    - Ngiri
    - Lua
    - Mbomou
      - Bili

    - Uele
      - Bima
      - Uere
      - Bomokandi
      - Dungu
        - Garamba

      - Kibali
        - Nzoro

  - Ruki
    - Momboyo
      - Lokolo
      - Luilaka
      - Loile

    - Busira
      - Salonga
        - Yenge

      - Lomela
        - Tshuapa

  - Ikelemba
  - Lulonga
    - Lopori
      - Bolombo

    - Maringa
      - Lomako

  - Mongala
    - Ebola

  - Itimbiri
    - Tele
    - Likati
    - Rubi

  - Aruwimi
    - Lulu
    - Nepoko
    - Ituri
      - Lenda

  - Lomami
  - Lindi
    - Tschopo

  - Maiko
  - Lualaba (Boven-Congo)
    - Lowa
      - Oso

    - Ulindi
      - Lugulu

    - Elila
    - Luama
    - Lukuga
      - Luizi
      - Tanganyikameer
        - Ruzizi
        - Mulobozi

    - Luvidjo
    - Luvua
      - Lukushi
      - Luapula

    - Lufira
      - Lofoï

    - Lubudi

## Middellandse Zee
- Nijl
  - Witte Nijl
    - Albertmeer
      - Semliki
        - Rutshuru
        - Ishasha (via het Edwardmeer)